# کلودی لانژ
کلودی لانژ (انگلیسی: Claudie Lange) بازیگر و مدل اهل کشور بلژیک بود. وی بیشتر در فیلم‌های ایتالیایی بازی می‌کرد. 
از فیلم‌هایی که وی در آن نقش داشته است، می‌توان به من، من، من… و دیگران، کتاب مقدس، برادران شکست‌ناپذیر ماچیسته، طلاق و یک داستان عاشقانه اشاره کرد.